# José María Baliña

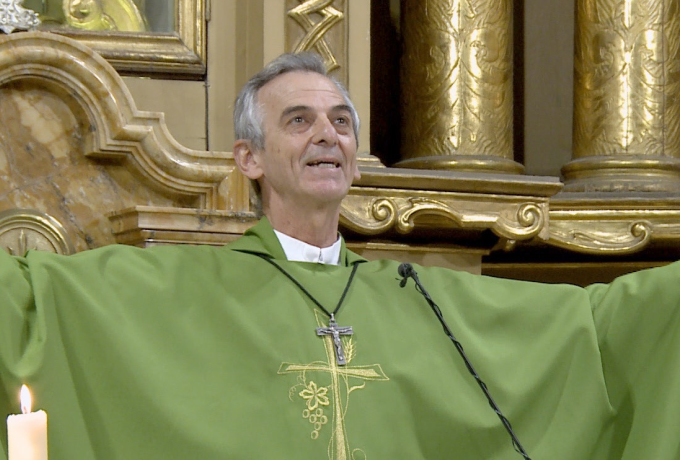
José María Baliña, 2023

José María Baliña (* 8. Januar 1959 in Buenos Aires) ist ein argentinischer römisch-katholischer Geistlicher und Weihbischof in Chascomús.

## Leben
José María Baliña wurde zunächst Agraringenieur, bevor er in das Priesterseminar eintrat. Er empfing am 25. November 1989 die Priesterweihe für das Erzbistum Buenos Aires.
Er war als Kaplan, Pfarrer und Dekan in verschiedenen Gemeinden in der Pfarrseelsorge tätig. Seit 2009 war er Pfarrer der Pfarrei San Isidro Labrador und seit 2013 Vizepräsident der kirchlichen Vereinigung San Pedro.
Papst Franziskus ernannte ihn am 16. Januar 2015 zum Weihbischof in Buenos Aires und Titularbischof von Theudalis. Die Bischofsweihe spendete ihm der Erzbischof von Buenos Aires, Mario Aurelio Kardinal Poli, am 28. Februar desselben Jahres. Mitkonsekratoren waren der Bischof von San Isidro, Óscar Vicente Ojea Quintana, und der Bischof von Jujuy, César Daniel Fernández.
Als Weihbischof war er Bischofsvikar für die zentrale Region des Erzbistums. In der argentinischen Bischofskonferenz gehört er dem Pastoralrat und dem Rat für den Schutz der Minderjährigen und Schutzbedürftigen an.
Am 21. November 2023 ernannte ihn Papst Franziskus zum Bischof von Mar del Plata. Noch vor der für den 20. Januar 2024 geplanten Amtseinführung nahm Papst Franziskus am 13. Dezember 2023 Baliñas aus gesundheitlichen Gründen vorgebrachtes Rücktrittsgesuch von diesem Amt an.
Am 1. Februar 2025 ernannte ihn der Papst zum Titularbischof von Ubaza und zum Weihbischof in Chascomús.